# Hugenottenkirche (Ludweiler)

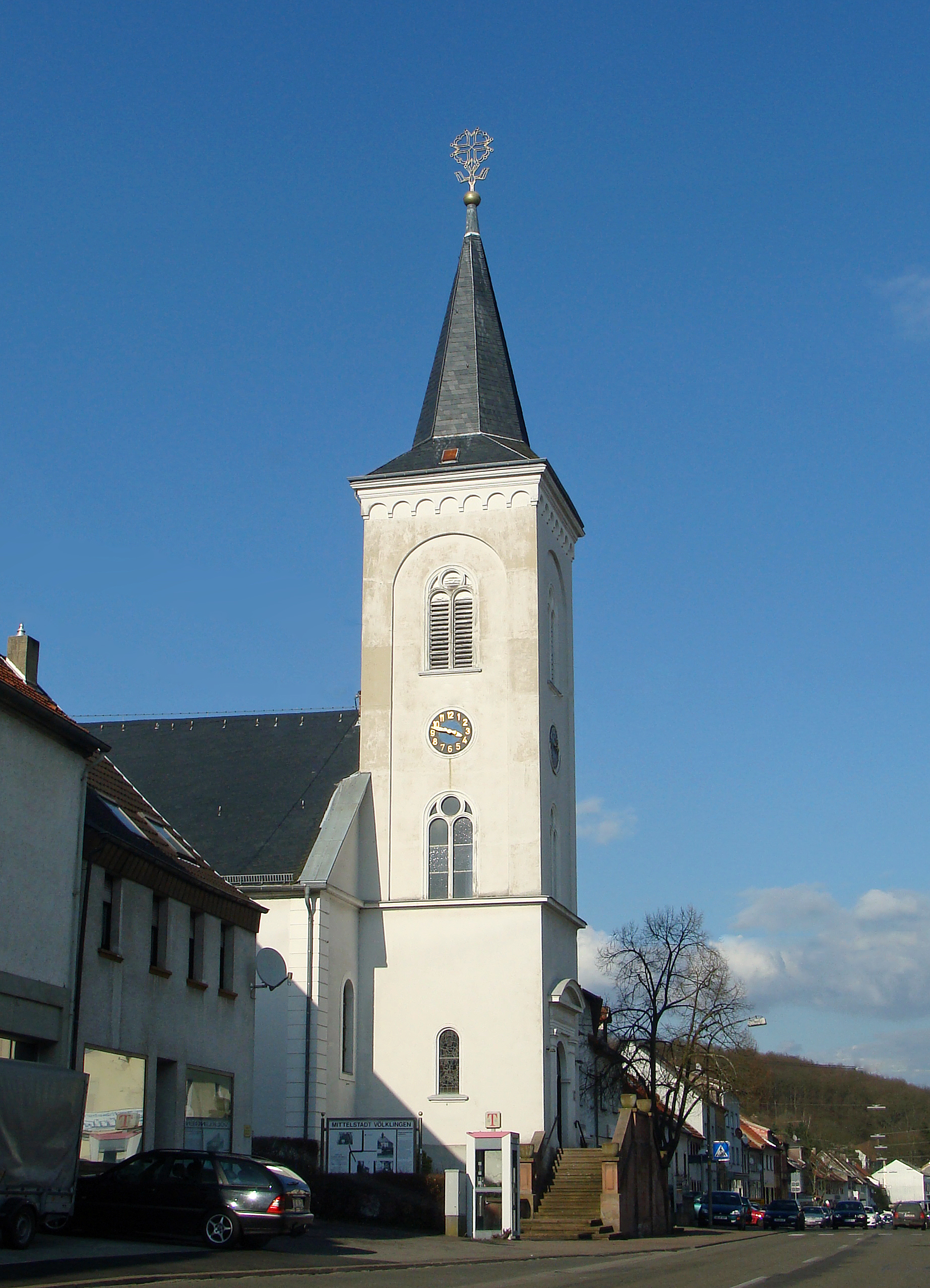
Die Hugenottenkirche in Völklingen-Ludweiler

Die Hugenottenkirche ist eine Kirche der Evangelischen Kirchengemeinde Völklingen-Warndt im saarländischen Ludweiler, einem Stadtteil von Völklingen. Die Kirchengemeinde ist dem Kirchenkreis Saar-West der Evangelischen Kirche im Rheinland zugeordnet. In der Denkmalliste des Saarlandes ist die Kirche als Einzeldenkmal aufgeführt.

## Geschichte
Die nach Plänen von Architekt und Baumeister Balthasar Wilhelm Stengel (Saarbrücken), Sohn von Friedrich Joachim Stengel, im Jahr 1786 erbaute Hugenottenkirche, war zum Zeitpunkt ihrer Errichtung bereits das vierte protestantische Gotteshaus an gleicher Stelle, obwohl Ludweiler erst 1604 gegründet worden war. Die Gründe für den wiederholten Kirchenneubau liegen v. a. in den politischen und konfessionellen Verhältnissen des 17. Jahrhunderts begründet.
Die erste Kirche entstand kurz nach der Gründung Ludweilers durch Hugenotten im Jahr 1604. Diese wurde im Laufe des von 1618 bis 1648 andauernden Dreißigjährigen Krieges zerstört. Ab 1660 wurde von Flüchtlingen aus Metz eine zweite Kirche errichtet, die aber bereits 1685 wieder zerstört wurde. Grund hierfür war die Aufhebung des Edikts von Nantes am 18. Oktober 1685 durch den französischen König Ludwig XIV. Zuvor war die Grafschaft Saarbrücken, zu der auch Ludweiler gehörte, im Jahr 1680 im Rahmen der Reunionspolitik von Frankreich annektiert worden. Die Aufhebung des Ediktes, das Religionsfreiheit gewährt hatte, führte in der Folge zu Übergriffen französischer Truppen und zur völligen Zerstörung der Kirche.
Das dritte Kirchengebäude wurde im Jahr 1720 in Form eines einfachen Rechteckbaus wieder an gleicher Stelle erbaut, war aber wenige Jahrzehnte nach seiner Fertigstellung bereits in so schlechtem baulichen Zustand, an dem auch zwei Renovierungsversuche nichts ändern konnten, dass schließlich im Jahr 1786 das heutige Kirchengebäude entstand. Die Bauzeit hierfür betrug elf Monate.
In den Jahren 1864 bis 1872 wurde die Kirche einer Restaurierung unterzogen. Von 1876 bis 1877 wurde der Kirchturm errichtet, für dessen Entwurf Architekt Regierungsbaumeister Carl Benzel (Saarbrücken) verantwortlich zeichnete. Weitere Umbau- und Erweiterungsmaßnahmen erfolgten in den Jahren 1939/40 und 1945 bis 1954.
Eine größere Erweiterungsmaßnahme, verbunden mit einer Restaurierung, fand von 1959 bis 1961 nach Entwürfen der Architektin Waltraud Winz (Völklingen) statt. Hierbei wurde ein Querhaus und eine Sakristei angebaut. Im Rahmen des EU-Förderprogramms LEADER (frz. Liaison entre actions de développement de l'économie rurale, dt. Verbindung zwischen Aktionen zur Entwicklung der ländlichen Wirtschaft), erfolgte im Jahr 2009 die Restaurierung des Turmstübchens.

## Architektur
Bei dem Kirchengebäude handelt es sich um eine barocke Saalkirche, bei der im Gegensatz zu den Vorgängerbauten ausschließlich Mauersteine als Baumaterial verwendet wurden, anstatt überwiegend Holz. Der erst später vor das Hauptportal gesetzte Kirchturm, der einen Dachreiter ersetzte, weist neugotische und neuromanische Stilmerkmale auf.
Der Innenraum im schlichten reformierten Baustil wird bestimmt von einer U-förmigen Empore und dem gegenüberliegenden Kanzelaltar.

## Ausstattung
Zur Ausstattung der Kirche gehören Betonglasfenster aus Chartres zu beiden Seiten des Querschiffs, die perspektivisch sich verkleinernende Kreuze darstellen, die so die Vertreibung der Hugenotten über die ganze Welt symbolisieren sollen. Weitere Fenster sind u. a. motivlose Bleiglasfenster mit hellen Rechteckfenstern von 1939/40, Fenster mit Ornamentik, die an die französisch-reformierte Tradition erinnern, sowie ein Bleiglasfenster der 1999 abgerissenen alten katholischen Herz-Jesu-Kirche von Ludweiler, das im restaurierten Turmstübchen zu sehen ist. Über dem Portal befinden sich zwei Fenster aus dem Jahr 1950, die von der Glaserei J. Wenzel (Saarbrücken) stammen.
An der Stirnwand rechts von der Kanzel befindet sich ein Hugenottenkreuz, sowie links davon eine Sgraffito-Zeichnung von Wolfram Huschens (Saarbrücken), die die Hafenstadt Aigues-Mortes darstellt, in der die Calvinistin Marie Durand 38 Jahre lang wegen ihres Glaubens im Tour de Constance (Turm der Standhaftigkeit) festgehalten wurde. In Verbindung mit dem Hugenottenkreuz gilt Durands Parole „Resistez“ bis heute als Symbol für Glaubensfestigkeit.
Auf der Spitze des Kirchturms befindet sich seit 1969 statt eines Wetterhahnes ein eisernes, mit Blattgold verziertes Hugenottenkreuz.
Weitere Ausstattungsgegenstände sind ein Abendmahlkelch und eine Abendmahlkanne aus Zinn aus dem 17. Jahrhundert, die von Hugenotten nach Ludweiler gebracht wurden, und ein Grabstein der Familie de Guiffardierre aus dem 18. Jahrhundert.

## Orgel

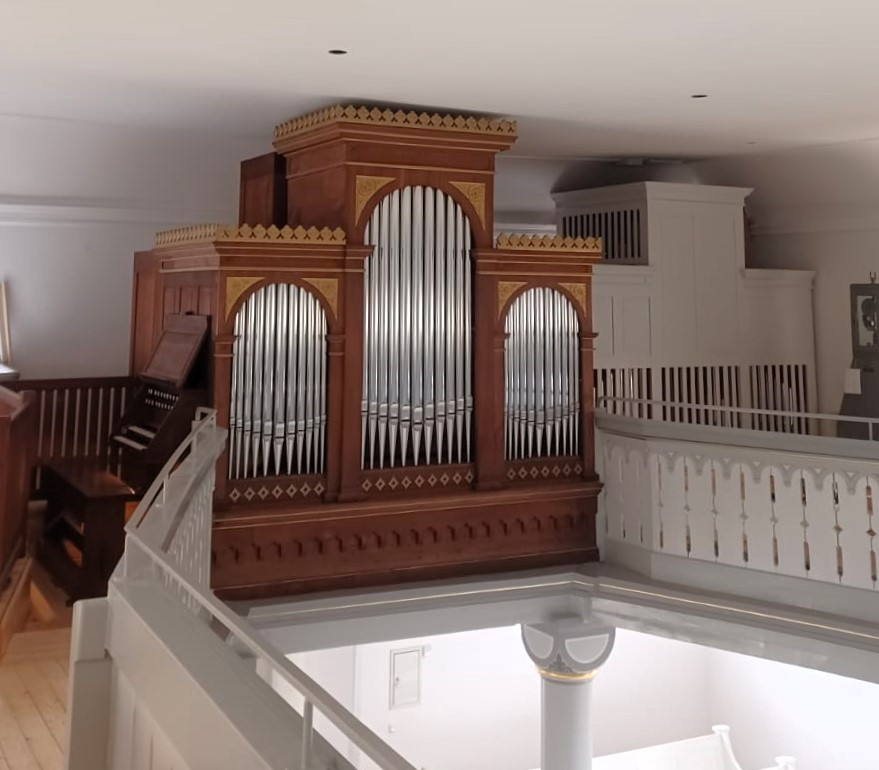
Blick auf die Orgel

Die Orgel wurde im Jahr 1857 von den Gebrüdern Stumm (Rhaunen/Hunsrück) erbaut, und im Zeitraum vom 24. April bis 14. Mai 1857 von dem älteren der Gebrüder Stumm der fünften Generation, Friedrich Stumm, in der Kirche aufgestellt. Für die Prüfung des fertigen Werkes, die günstig und lobend ausfiel, zeichnete Pfarrer König aus Sulzbach/Saar verantwortlich. Die Disposition lautete zum damaligen Zeitpunkt wie folgt:
| I Manual C– |                |    |
| 1.          | Prinzipal      | 8′ |
| 2.          | Bordun         | 8′ |
| 3.          | Viola di Gamba | 8′ |
| 4.          | Oktav          | 4′ |
| 5.          | Quint          | 3′ |
| 6.          | Flaut          | 4′ |
| 7.          | Oktav          | 2′ |

| Pedal C– |           |     |
| 8.       | Subbass   | 16′ |
| 9.       | Oktavbass | 8′  |

- Koppeln: Coppel wird an das Manual angehängt

Im Jahr 1950 wurde die Orgel von der Firma Oberlinger (Windesheim) einem völligen Umbau unterzogen, bei der die Stummsche Spielmechanik durch eine elektropneumatische Traktur ersetzt und außerhalb der Orgel ein elektrischer Spieltisch angeschlossen wurde. Des Weiteren wurde ein zweites Manual ergänzt und die Disposition auf 18 Register erweitert. Die Umbauten, die auch die Windzufuhr betrafen, führten zu einer Reduzierung des Klangbildes auf den damals modernen sogenannten „mittelrheinischen Orgelklang“. 1994 musste das Instrument stillgelegt werden, das es sich in einem desolaten Zustand befand.
1998 beschloss man, die Orgel unter denkmalpflegerischen Gesichtspunkten zu restaurieren. Hierfür zeichnete die Orgelbauwerkstatt Rainer Müller (Odernheim/Glan) verantwortlich. Im Rahmen der Restaurierung wurde die Orgel von 18 auf 22 Register erweitert, die auf zwei Manuale und Pedal verteilt sind. Das Schleifladen-Instrument besitzt eine mechanische Spiel- und Registertraktur.
Die aktuelle Disposition lautet wie folgt:
| I Hauptwerk C–f3 |            |       |
| 1.               | Prinzipal  | 8′    |
| 2.               | Hohlflöte  | 8′    |
| 3.               | Gamba      | 8′    |
| 4.               | Octave     | 4′    |
| 5.               | Flöte      | 4′    |
| 6.               | Quint      | 3′    |
| 7.               | Oktave     | 2′    |
| 8.               | Mixtur III | 1 ⁄3′ |
| 9.               | Trompete   | 8′    |

| II Schwellwerk C–f3 |            |        |
| 10.                 | Bordun     | 8′     |
| 11.                 | Salizional | 8′     |
| 12.                 | Schwebung  | 8′     |
| 13.                 | Rohrflöte  | 4′     |
| 14.                 | Quintflöte | 2 ⁄3′  |
| 15.                 | Flöte      | 2′     |
| 16.                 | Terz       | 1 3⁄5′ |
| 17.                 | Oboe       | 8′     |
|                     | Tremulant  |        |

| Pedal C–d1 |             |     |
| 18.        | Subbass     | 16′ |
| 19.        | Oktavbass   | 8′  |
| 20.        | Gedecktbass | 8′  |
| 21.        | Choralbass  | 4′  |
| 22.        | Posaune     | 16′ |

- Koppeln: II/I, I/P, II/P